# Evadne (filla d'Estrímon)
Evadne (en grec antic: Εὐάδνη) va ser, segons la mitologia grega, una filla del déu-riu Estrímon i de la nereida Neera.
Es va casar amb Argos, fill de Zeus, i va ser la mare de quatre fills: Ecbas, Piras, Epidaure i Crias, segons Apol·lodor.Gai Juli Higí la fa mare d'Epidaure.